# Ileana Espinel Cedeño
Ileana Espinel Cedeño (Guayaquil, 31 d'octubre de 1933- ibidem, 21 de febrer de 2001) va ser una escriptora, periodista i poeta equatoriana.

## Obres
- Piezas líricas (Guayaquil, 1957)
- La estatua luminosa (Caracas, 1959)
- Arpa salobre (Caracas, 1966)
- Diríase que canto (Guayaquil, 1969)
- Tan solo trece (Guayaquil, 1972)
- Poemas escogidos (Guayaquil, 1978)
- Solo la isla (Quito, 1995)